# ساموئل پلوینک
ساموئل پلوینک (فرانسوی: Samuel Plouhinec‎؛ زادهٔ ۵ مارس ۱۹۷۶) دوچرخه‌سوار اهل فرانسه است.